# Huta Baru Nangka
Huta Baru Nangka is een bestuurslaag in het regentschap Padang Lawas Utara van de provincie Noord-Sumatra, Indonesië. Huta Baru Nangka telt 1483 inwoners (volkstelling 2010).